# Качелаева, Елена Фёдоровна
Елена Фёдоровна Качелаева (род. 26 мая 1948 года, Москва, РСФСР, СССР) — советский и российский театральный художник, член-корреспондент Российской академии художеств.

## Биография
Родилась 26 мая 1948 года в Москве.
Окончила Московскую среднюю художественную школу.
В 1973 году — окончила Московский художественный институт имени В. И. Сурикова.
С 1988 года — член Союза художников СССР.
С 1987 года — главный художник театра имени Н. В. Гоголя.

## Творческая деятельность
Постоянный участник многих российских и международных художественных выставок, а также театральных выставок «Итоги сезона».
Театральный художник Москвы, поставила свыше 100 спектаклей в театрах Москвы и городов СССР и России.
Участвовала в оформлении постановок в Центральном детском театре, в театре имени В. Маяковского.

## Награды
- Заслуженный художник Российской Федерации (27 января 1995) — за заслуги в области искусства[1]